# Hampsonellus brasiliensis
Hampsonellus brasiliensis är en kräftdjursart som beskrevs av Robert Raymond Hessler och Wakabara 2000. Hampsonellus brasiliensis ingår i släktet Hampsonellus och familjen Hutchinsoniellidae. Inga underarter finns listade i Catalogue of Life.